# Ruby (Album)
Ruby ist ein Jazzalbum von Tony Coe. Die 1998 im Doz Recording Studio, in Fordcombe, Tunbridge Wells entstandenen Aufnahmen erschienen 1998 auf dem englischen Label Zah Zah.

## Hintergrund
In den späten 1990er-Jahren war Tony Coe an einer Reihe von Kollaborationen-Alben beteiligt, so mit Warren Vaché (Street Of Dreams), Alan Barnes (Days of Wine and Roses und Shine), mit Tina May (Jazz Piquant), Franz Koglmanns Mono Blue Quartet (Make Believe und An Affair with Strauss), Alan Hacker (Sun Moon and Stars) sowie mit John Horler und Malcolm Creese (In Concert). Unter eigenem Nanen nahm der Holzbläser 1998 in Quartettbesetzung das Album Ruby auf. Tony Coe, der dabei zwischen Klarinette, Tenor- und Sopransaxophon wechselte, wurde bei dieser Session – meist bestehend aus Standards – von dem Pianisten Brian Dee, dem Bassisten Matt Miles und dem Schlagzeuger Steve Argüelles begleitet. Titelstück des Albums ist die Ballade „Ruby“ von Heinz Roemheld und Mitchell Parish aus dem Film Wildes Blut (1952) von King Vidor, die seitdem u. a. von Lex Baxter, Victor Young, Richard Hayman, Coleman Hawkins, Ray Anthony, Les Brown, Ray Charles, Hazy Osterwald und Gato Barbieri gecovert wurde.

## Titelliste
- Tony Coe: Ruby (Zah Zah ZZCD 9802)[2]

1. With a Song in My Heart (Richard Rodgers, Lorenz Hart) 9:46
2. My Shining Hour (Harold Arlen, Johnny Mercer) 8:21
3. Come Rain or Come Shine (Harold Arlen, Johnny Mercer) 6:51
4. More Than You Know (Vincent Youmans, Billy Rose, Edward Eliscu) 3:54
5. Love Walked In (George Gershwin, Ira Gershwin) 5:32
6. I Didn’t Know What Time It Was (Richard Rodgers, Lorenz Hart) 7:42
7. Prologue (Bill Evans) 5:09
8. Some Other Autumn (Tony Coe) 6:28
9. Backward Tracings (Tony Coe) 6:41
10. Ruby (Mitchell Parish, Heinz Roemheld) 6:45

## Rezeption
Nach Ansicht von Scott Yanow, der dem Album in Allmusic drei Sterne verlieh, ist Tony Coe seit langem einer der besten Saxophonisten Großbritanniens, ein vielseitiger Musiker, der in der Lage sei, in verschiedenen Idiomen von Swing und Hardbop bis hin zur Avantgarde ziemlich glaubwürdig zu spielen. Auf diesem Album lasse der Musiker seine musikalischen Wurzeln wieder aufleben, indem er melodische Interpretationen von Standards darbiete, darunter zwei Eigenkompositionen, die auf den Akkorden altgedienter Songs basieren. Coe erinnere oft an Paul Gonsalves am Tenorsaxophon, spiele Sopransaxophon in der richtigen Stimmung und habe einen ansprechenden Ton in allen Lagen seiner Klarinette. Obwohl er ein sehr fließend spielender Musiker sei, würde er hier meist recht entspannt und besinnlich klingen. Zu den bemerkenswerteren Tracks gehörten „My Shining Hour“, „More Than You Know“ (ein Klarinetten-Klavier-Duett), „I Didn’t Know What Time It Was“ und „Some Other Autumn“ (basierend auf „Autumn Leaves“). Es gebe zwar ein paar hitzige Momente, so Yanows Resümee, aber insgesamt sei dies eine recht entspannte Musik, die hauptsächlich die Wärme im Spiel von Tony Coe zeige.
Die Kritiker Richard Cook und Brian Morton verliehen dem Album im Penguin Guide to Jazz die zweithöchste Bewertung und schrieben, es sei typisch für Coe, das es ihm gelinge, ein Standard-Album zu schaffen, das mehr überrascht als einlullt. Das Titelstück sei eine interessante Wahl, eine selten gecoverte Filmmelodie. Der Grund für die Aufnahme des Stücks werde deutlich, wenn Coe eine zusätzliche eigene Figur spielt, inspiriert von den Initialen seiner ersten Enkelin, Elizabeth Delaney (Coe), die das erste Element in der Phrase D-E-D-C regeneriere. Es ist nur eine der zahlreiche geschmackvollen Neuerfindungen auf der Scheibe. Insgesamt sei es eine großartige Platte.